# Mastigopelma pulvinulatum
Mastigopelma pulvinulatum là một loài rêu tản trong họ Lepidoziaceae. Loài này được (De Not.) Grolle miêu tả khoa học lần đầu tiên năm 1970.